# Věra Vlčková
Věra Vlčková (9. května 1944 Kroměříž-Oskol – 21. prosince 1989 Praha) byla česká divadelní a filmová herečka.

## Životopis

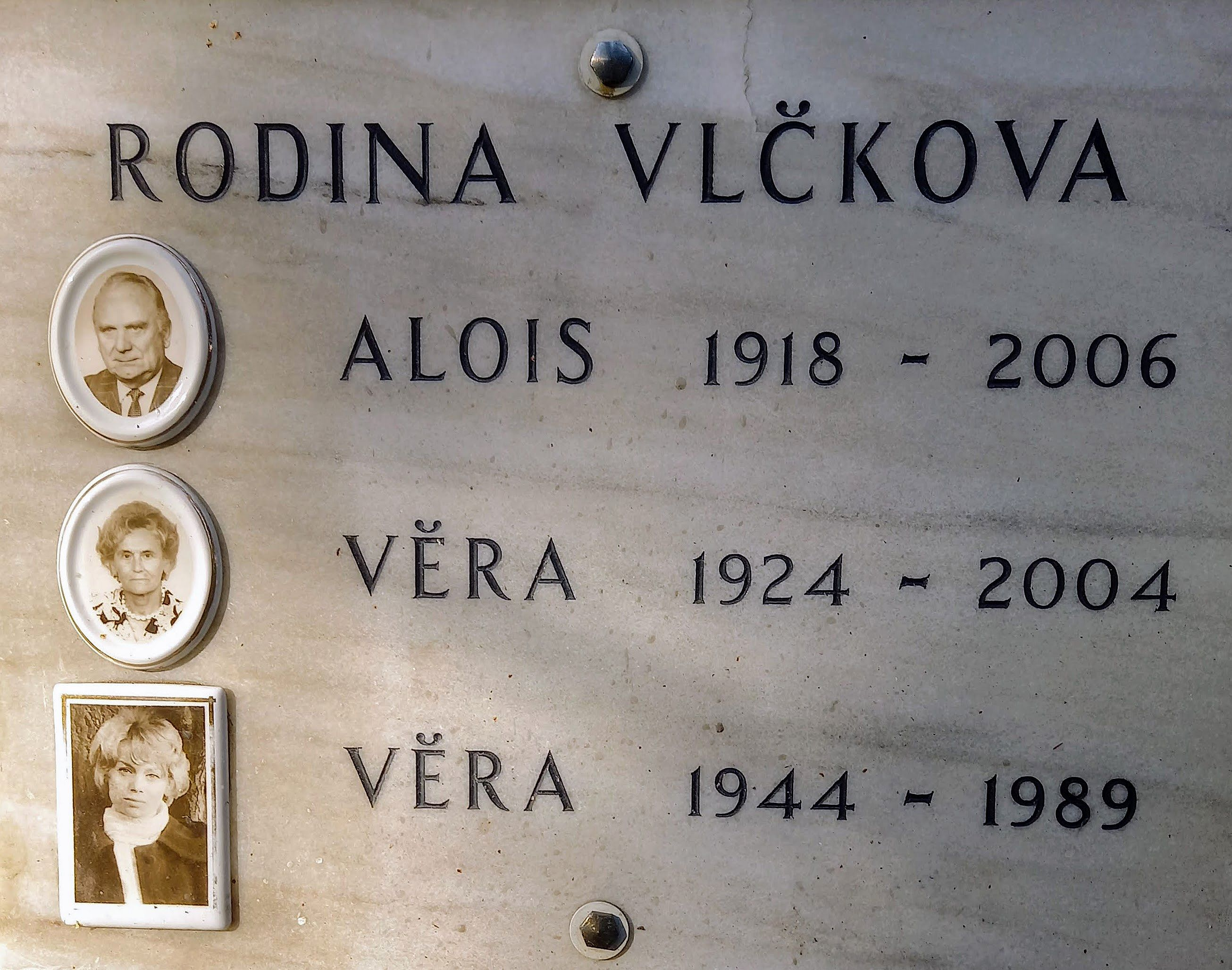
Fotografie náhrobku na hřbitově v Kroměříži

Od mládí ji lákala divadelní prkna, a tak ještě jako studentka jedenáctiletky vystupovala s kroměřížskými ochotníky. Po maturitě na gymnáziu v Kroměříži v roce 1961 se přihlásila na Pedagogickou fakultu Masarykovy univerzity v Brně, kde studovala ruštinu a tělocvik. Láska k divadlu zvítězila a po roce přešla na brněnskou Janáčkovu akademii múzických umění, kde studium činoherního herectví absolvovala v roce 1966.
Profesionální kariéru zahájila v ostravském divadle. Když se provdala za Josefa Vocelku, následovala manžela do Plzně, kde se stala členkou Divadla J. K. Tyla. Začala spolupracovat s režisérkou Evou Sadkovou. Její kariéru na krátkou dobu přerušilo narození syna Josefa (1971) a dcery Barbory (1976).
V Divadle J. K. Tyla v Plzni působila až do roku 1981. Tehdy přešla do pražského Realistického divadla Zdeňka Nejedlého (dnešní Švandovo divadlo), kterému zůstala věrná až do své předčasné smrti. Krátce před smrtí získala za své mimořádně jevištní výkony Cenu Jaroslava Průchy. Zemřela v roce 1989 v Praze a je pohřbena na kroměřížském hřbitově.

## Filmové role
Před kamerou debutovala v roce 1966 ve filmu Juraje Herze Znamení Raka. Ztvárnila epizodní postavu zdravotní sestry. O dva roky později ji Juraj Herz obsadil do hororového dramatu Spalovač mrtvol, který byl natočen podle stejnojmenné novely Ladislava Fukse.
Pozornost na sebe strhla rolí německé matky ve válečném dramatu režiséra Antonína Moskalyka z roku 1984 Kukačka v temném lese. Věra Vlčková se objevovala poměrně často v kriminálkách, ale v roce 1987 dostala roli primářky chirurgie i v komedii Dušana Kleina Jak básníkům chutná život a v roce 1989 v jeho další komedii Vážení přátelé, ano.
V komedii Milana Šteindlera Vrať se do hrobu!, který přišel do kin až po její nečekané smrti, hrála ředitelku gymnázia.

## Filmografie

### Herecká filmografie
- 1989 Můj přítel d'Artagnan
- 1989 Vrať se do hrobu!
- 1989 Vážení přátelé, ano
- 1988 Bude řeč o penězích (TV film)
- 1988 Merlin aneb Pustá zem (divadelní záznam)
- 1988 Naděje má hluboké dno (TV film)
- 1988 Zlý věk (TV film)
- 1987 Jak básníkům chutná život
- 1987 Poklesky zralých mužů (TV film)
- 1987 Zrcadlo nenávisti (TV film)
- 1987 Zykovovi (TV film)
- 1986 Můj hříšný muž
- 1985 O mrtvých jen dobře (TV film)
- 1985 Rudin (TV film)
- 1984 Druhý tah pěšcem
- 1984 Kukačka v temném lese
- 1984 Této noci v tomto vlaku (TV film)
- 1983 Radikální řez
- 1983 Vzpurní svědkové (TV film)
- 1982 Milostný poločas (TV film)
- 1974 Muž z Londýna
- 1974 Případ mrtvého muže
- 1972 Vražda před večeří (TV film)
- 1969 Antigone (divadelní záznam)
- 1968 Spalovač mrtvol
- 1966 Znamení Raka

### TV seriály
- 1989 Dobrodružství kriminalistiky (epizoda Jed)
- 1989 Případy podporučíka Haniky (epizoda Muž, který nesměl domů)
- 1988 Malé dějiny jedné rodiny (epizoda Správná motivace)
- 1987 Panoptikum Města pražského (epizoda Laková krabička na čaj)
- 1986 Malý pitaval z velkého města (epizoda Valutová příhoda)